# W-5
W-5 — тральщик Імперського флоту Японії, який взяв участь у Другій світовій війні.
Корабель, який належав до типу W-5, спорудили у 1929 році на верфі компанії Mitsui в Тамано.
З листопада 1941-го W-5 належав до 9-ї військово-морської бази. 8 листопада він полишив Куре, певний час провів у районі порту Самах (острів Хайнань), а 3 грудня прибув до місця базування в бухті Камрань (центральна частина в'єтнамського узбережжя). 5 грудня W-5 вирушив звідси для підтримки операцій із вторгнення на південь Таїланду та до Малаї.
Відомо, що у грудні 1941 — січні 1942 тральщик неодноразово відвідував тайську Сінгору (була захоплена японським десантом ще в першу добу війни). Зокрема, 20—22 січня 1942-го W-5 разом зі ще чотирма тральщиками брав участь у проведенні з Камрані до Сінгори конвою з 11 транспортів, при цьому основний загін прикриття складався із легкого крейсера та 6 есмінців. 26 січня цей загін висадив десант у Ендау (східне узбережжя півострова Малакка за півтори сотні кілометрів північніше від Сінгапуру).
У першій половині лютого 1942-го W-5 брав участь у операції із захоплення Палембангу (центр нафтовидобувної промисловості на північному узбережжі Суматри). Того ж місяця тральщик залучали до операції з оволодіння островом Ява.
8 березня 1942-го W-5 вийшов з Сінгапуру для супроводу транспортів, що мали доставити війська до Сабангу (північне завершення Суматри), а 12 березня тральщик здійснював бойове траління в районі висадки. Далі корабель перейшов до Пенангу (порт на західному узбережжі півострова Малакка), звідки 20—23 березня пройшов до Порт-Блер на Андаманських островах, де також здійснював попереднє траління перед проходом транспортів з десантом. 27—31 березня корабель прямував з Порт-Блер до Сінгапуру.
Відомо що наприкінці квітня 1942-го W-5 займався тралінням у районі Сінгапуру, а у другій половині травня був переданий до військово-морського округу Сасебо (обернене до Східнокитайського моря узбережжя Кюсю). 25 травня — 11 червня тральщик здійснив перехід до метрополії, супроводивши під час цього кілька конвоїв.
Близько місяця W-5 діяв у районі Сасебо, а з 15 липня по 31 серпня 1942-го був приписаний до загону охорони Осаки та здійснював патрулювання на східному узбережжі Японського архіпелагу в районі протоки Кії (веде до Внутрішнього Японського моря між островами Хонсю та Сікоку).
З початку вересня 1942-го W-5 відновив патрульно-ескортну службу з базуванням на Сасебо, чим займався наступні сім місяців.
На початку квітня 1943-го тральник перевели до військово-морського округу Йокосука, де W-5 діяв до кінця осені.
З 1 грудня 1943-го корабель підпорядкували 26-й спеціальній військово-морській базі та призначили до переводу до Південно-Східної Азії. Втім, лише 21 грудня W-5 полишив Йокосуку і 29 грудня 1943 — 4 січня 1944 супроводив конвой з Моджі до Такао (наразі Гаосюн на Тайвані). 6 січня 1944-го тральник рушив з конвоєм із Такао до Маніли, а 12—21 січня перейшов звідти до острова Хальмахера (північна частина Молуккського архіпелагу) в конвої H-13.
Майже до кінця літа 1944-го W-5 ніс патрульно-ескортну службу в районі Молуккських островів. Зокрема, з 12 лютого по 4 березня він здійснив ескортний рейс до західної частини Нової Гвінеї, де відвідав Манокварі (північно-східне завершення півострова Чендравасіх), Боснек (острів Біак) та Сармі (пару сотень кілометрів на захід від Холландія, сучасної Джаяпури), 1—3 квітня взяв участь у проведенні на завершальному етапі з Давао (південне узбережжя філіппінського острова Мінданао) до затоки Кау (острів Хальмахера) конвою H-22, а 13 квітня разом зі ще двома ескортними кораблями повів з Кау на Амбон (південна частина Молуккського архіпелагу) конвой із 4 транспортів. 16 квітня американський підводний човен потопив два транспорти, разом з якими загинуло понад три сотні військовослужбовців, тоді як контратаки ескорту виявились безуспішними. На початку червня (на той час союзники вже захопили Голландію та висадились на Біаку) тральник двічі побував у Соронзі (північно-західне завершення Чендравасіх).
16—17 квітня 1944-го W-5 брав участь у супроводі на початковому етапі маршруту від Хальмахера до Менадо (північно-східне завершення острова Сулавесі) конвою M-23/M-24, який саме на цьому переході втратив від атаки підводного човна два транспорти. Потім тральник повернувся назад та 19 червня повів з Кау три транспорти, що також прибули до Менадо та приєднались до попередніх, тоді як W-5 знову повернувся на острів Хальмахера. 23 червня він розпочав проведення звідси конвою до Давао. За дві доби ворожа субмарина торпедувала та пошкодила один з транспортів, проте іншому судну вдалось узяти його на буксир та посадити на мілину біля одного з островів на півдороги до Давао.
11—13 липня 1944-го W-5 брав участь у супроводі між островом Хальмахера та Бітунгом (так само північно-східне завершення острова Сулавесі) конвою M-26, а 16 липня повів загін інших транспортів з Бітунгу до Амбону.
24 серпня — 7 вересня 1944-го тральщик пройшов з Амбону до Сурабаї (головний порт на сході Яви), при цьому на другій ділянці маршруту він брав участь у охороні конвою, який вийшов з Макассару (південно-західний півострів острова Целебес). 19 вересня W-5 досягнув Сінгапуру, а невдовзі був підпорядкований розміщеній тут 10-й військово-морській базі.
29 жовтня — 1 листопада 1944-го тральщик пройшов з Сінгапуру в район Белавану (порт на півночі Суматри). 4 листопада W-5 знову вийшов до Малаккської протоки, де був перехоплений, торпедований і потоплений британським підводним човном HMS Terrapin.